# FIFA év játékosa 1996
A győztes a brazil Ronaldo lett mindössze 20 évesen.

## Végeredmény
| #  | Játékos                 | Pont | Csapat(ok)                        |
| -- | ----------------------- | ---- | --------------------------------- |
| 1  | Ronaldo                 | 329  | PSV Eindhoven FC Barcelona        |
| 2  | George Weah             | 140  | AC Milan                          |
| 3  | Alan Shearer            | 123  | Blackburn Rovers Newcastle United |
| 4  | Matthias Sammer         | 109  | Borussia Dortmund                 |
| 5  | Jürgen Klinsmann        | 54   | Bayern München                    |
| 6  | Nwankwo Kanu            | 32   | Ajax Internazionale               |
| 7  | Paolo Maldini           | 25   | AC Milan                          |
| 8  | Davor Šuker             | 24   | Sevilla Real Madrid               |
| 9  | Gabriel Batistuta       | 19   | Fiorentina                        |
| 10 | Romário                 | 13   | Flamengo Valencia                 |
| 11 | Zvonimir Boban          | 11   | AC Milan                          |
| 12 | Kalusha Bwalya          | 9    | Club América                      |
| 13 | Eric Cantona            | 9    | Manchester United                 |
| 14 | Roberto Carlos da Silva | 8    | Internazionale Real Madrid        |
| 15 | Predrag Mijatović       | 8    | Valencia Real Madrid              |
| 16 | Giovanni de Oliveira    | 7    | Santos FC Barcelona               |
| 17 | Del Piero               | 6    | Juventus                          |
| 18 | Youri Djorkaeff         | 6    | Paris SG Internazionale           |
| 19 | Karel Poborský          | 6    | SK Slavia Praha Manchester United |
| 20 | Dejan Savićević         | 6    | AC Milan                          |